# Laddersteek

De laddersteek is een naaisteek die zowel als decoratieve borduursteek kan worden toegepast, of als onzichtbare steek om een klein stukje naad dicht te maken, bijvoorbeeld bij het dichtmaken van een kussen of knuffeldier.
De laddersteek wordt gemaakt door met een korte naald om en om in de rand van de dubbelgevouwen stof te steken. Door kleine steken te maken en een passende kleur naaigaren wordt de naad praktisch onzichtbaar.